# Zona di Fresnel

Ellissoide di Fresnel: in verde è indicata la linea di vista, con "d" è indicata la distanza tra trasmettitore e ricevitore, con "r" è indicato il raggio della zona.

In ottica la zona di Fresnel è uno degli infiniti ellissoidi che definiscono il volume di radiazione di un'onda elettromagnetica. Essa prende il nome dal fisico Augustin-Jean Fresnel, studioso di ottica e dei principali fenomeni quali la rifrazione, riflessione, diffrazione e noto anche per la lente di Fresnel. 
Il calcolo delle zone di Fresnel è particolarmente utile nell'ambito delle radiocomunicazioni per la definizione della bontà di un collegamento a radiofrequenza (come ad es. un ponte radio), definendo il disturbo causato da eventuali ostacoli nel cammino fisico tra trasmettitore e ricevitore.

## Descrizione

### Principio
Un'onda elettromagnetica si propaga in un mezzo lungo la direttrice tra trasmettitore e ricevitore. Durante il percorso essa incontra ostacoli che generano multipath fading ovvero una serie di riflessioni e attenuazioni che causano ritardi e sfasamenti che vanno a influenzare (in maniera costruttiva o distruttiva) il segnale finale che giunge al ricevitore. Ostacoli presenti nella prima zona causano ad esempio ritardi da 0° a 180°, nella seconda zona da 180° a 360°,  e così via. In pratica le zone "dispari" causano interferenza costruttiva, mentre le "pari" causano interferenza distruttiva.

### Determinazione della zona di Fresnel n-esima
Una volta tracciata la linea di vista, cioè il segmento che congiunge il dispositivo trasmettitore con il ricevitore, la {\displaystyle n}-esima zona di Fresnel si calcola con la seguente formula:
{\displaystyle F_{n}={\sqrt {\frac {n\lambda d_{1}d_{2}}{d_{1}+d_{2}}}}}
dove:
- {\displaystyle F_{n}} è il raggio dell'{\displaystyle n}-esima zona di Fresnel, in metri

- {\displaystyle n} è l'indice delle zone di Fresnel ({\displaystyle n=1,2,3\ldots })

- {\displaystyle d_{1}} è la distanza sulla linea di vista del generico punto P dal trasmettitore, in metri

- {\displaystyle d_{2}} è la distanza sulla linea di vista del generico punto P dal ricevitore, in metri

- {\displaystyle \lambda } è la lunghezza d'onda, in metri.

Il raggio della sezione circolare della prima zona di Fresnel ({\displaystyle n=1}) al centro della linea di vista è
{\displaystyle F_{1}=17.32{\sqrt {{\frac {1}{f}}{d_{1}d_{2}} \over {d}}}}
dove:
- {\displaystyle F_{1}} è il raggio della sezione circolare, in metri
- {\displaystyle d} è la distanza totale {\displaystyle d_{1}+d_{2}}, in chilometri
- {\displaystyle f} è la frequenza di trasmissione, in gigahertz.

Nella pratica questo significa che un ostacolo che si trova all'interno della zona di Fresnel, posto al di sotto (o al di sopra) della linea di vista, pur non ostruendo visivamente la visione tra trasmettitore e ricevitore, è comunque in grado di causare alterazioni della trasmissione di segnali in radiofrequenza.